# De wind vertelt van Waldemar Daa en zijn dochters
De wind vertelt van Waldemar Daa en zijn dochters is een hoorspel naar het sprookje Vinden fortæller om Valdemar Daae og hans Døttre (1859) van Hans Christian Andersen. De KRO zond het uit op zondag 16 februari 1964, van 20:40 uur tot 21:25 (met een herhaling op dinsdag 6 juli 1965). De muzikale inleiding was van Hans Osieck, de muzikale illustraties van Oscar van Hemel werden uitgevoerd door het kwartet Sonore. De producer was Frans Evers.

## Rolbezetting
- Cruys Voorbergh (de wind)
- Jacqueline Royaards-Sandberg, Jeanne Verstraete & Lydia van der Veen (verdere medewerkenden)

## Inhoud
De burchtheer Waldemar Daa woonde met zijn vrouw en dochters, Ide, Johanna en Anna Dorothea, in zijn burcht aan de Grote Belt, totdat zijn vrouw stierf. Door deze slag in zijn leven werd hij een vreemd mens, die allerlei zonderlinge plannen ging ontwerpen en uitvoeren. Helaas liepen die plannen uit op de ondergang van de eens zo trotse burcht en zijn bewoners, die in rijkdom en weelde geboren werden, maar door hun zucht naar geld en goud tot de ergste armoede vervielen. En het was de wind die ieder jaar opnieuw kwam aanstormen over de zee om een kijkje te nemen bij de bewoners van de burcht en zelf ook een belangrijke rol speelde in hun leven…